# Engelskt nattljus
Engelskt nattljus (Oenothera cambrica) är en dunörtsväxtart som beskrevs av K. Rostanski. Engelskt nattljus ingår i släktet nattljussläktet, och familjen dunörtsväxter. Inga underarter finns listade i Catalogue of Life.